# 매킨토시 센트리스

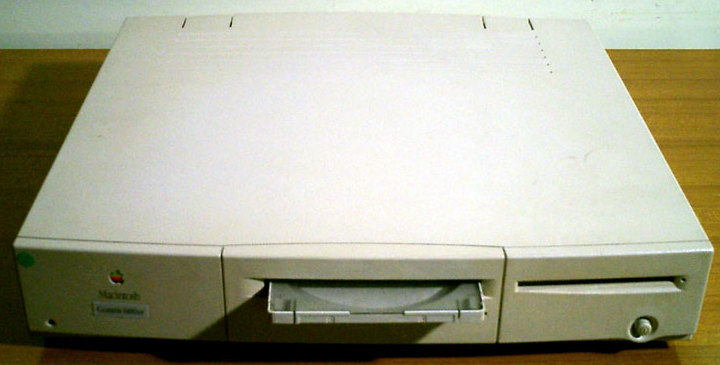
매킨토시 센트리스 660AV: 센트리스 이름을 사용한 마지막 컴퓨터.

매킨토시 센트리스(Macintosh Centris)는 1992년부터 1993년까지 애플 컴퓨터가 설계, 제조, 판매한 개인용 컴퓨터의 한 계열이다. 6년이나 된 매킨토시 II 계열의 컴퓨터를 대체할 목적으로 도입되었다. 이 이름은 소비자가 애플의 핵심적인(center) 제품 계열을 선택하는 것을 지시하기 위해 선정되었다. 센트리스 머신은 약 $2,500 USD의 가격으로 모토로라 68040 CPU를 제공한 첫 머신이며 이는 쿼드라 컴퓨터보다 상당히 저렴하지만 당시 매킨토시 LC 컴퓨터에 비해 더 높은 성능을 제공하였다.
애플은 센트리스 이름을 가진 컴퓨터를 3대 출시하였다:
- 센트리스 610(매킨토시 IIsi를 대체)
- 센트리스 650(매킨토시 IIsi 폼팩터와 쿼드라 700의 기능을 대체)

위의 두 모델은 1993년 3월 출시되었음.
- 센트리스 660AV (같은 해 7월 출시)

애플은 또한 매킨토시 IIvx를 센트리스 계열의 일부로 간주하였다. IIvx는 전년 10월에 출시되었으나 애플에 따르면 IIvx의 출시 당시 변호사가 "센트리스"라는 이름의 상표 검사를 완수하지 못했다.